# Анидро
Анидро (грч. Άνυδρο) је насељено место у општини Вртикоп у периферији Средишња Македонија, Грчка. Према попису из 2021. године било је 338 становника.
Према бугарском географу и историчару, Василу Канчову, у Анидру је 1900. године живело 290 Турака. Године 1924. турско становништво је присилно исељено у Турску а на њихово место су насељене грчке избегличке породице из Турске и неколико аромунских породица. На попису из 1928. године Анидро је имао 500 становника. Село се раније звало Недирчево.